# Noaks Ark (förening)
För Bibelberättelsen om syndafloden, se Noas ark.
Noaks Ark är en politiskt och religiöst obunden organisation, bildad 1986, som arbetar med hivprevention och stöd för människor som drabbats av hiv och deras anhöriga. 
Noaks Ark beskriver sin egen arbetsmodell bestående av:
- Informationsarbete; anordnande av kurser, telefonrådgivning, föreläsningar och informationsmaterial
- Stödverksamhet; samtalsgrupper, enskilda stödsamtal, psykoterapi och sociala aktiviteter för hivpositiva och närstående
- Opinionsarbete; debattartiklar och pressmeddelanden

## Historik
Organisationen grundades 1986, på initiativ av läkaren Jan-Olof Morfeldt, efter att man i spåren av upptäckten av hiv såg att det fanns ett behov av information för att förebygga spridningen av hiv och ge stöd och information till drabbade och deras anhöriga.
Namnet är taget från Noe Arksgränden vid Medborgarplatsen i Stockholm där den första föreningen letade efter lokaler. 1987 bildades en förening i Malmö och två år senare bildades Helsingborgsavdelningen. Dessa slogs samman 2008 och bildade då Noaks Ark Skåne. Verksamheten i Helsingborg har dock upphört. År 1993 bildades föreningen Noaks Ark Småland i Växjö och 1995 Noaks Ark södra Norrland & Dalarna i Gävle. Luleå fick en förening 2001 och Östergötland 2008. Sedan 2011 finns även en lokalförening i Sundsvall.
Fram till 2002 drev föreningen ett gästhem för drabbade, ett behov som föreningen såg försvinna, tack vare förbättrade bromsmediciner. Den sociala verksamheten inriktades alltmer på dagverksamhet och psykoterapeutiska insatser.
I oktober 2010 bildades Riksförbundet Noaks Ark av de regionalt verksamma lokalföreningarna.